# Viola turákó

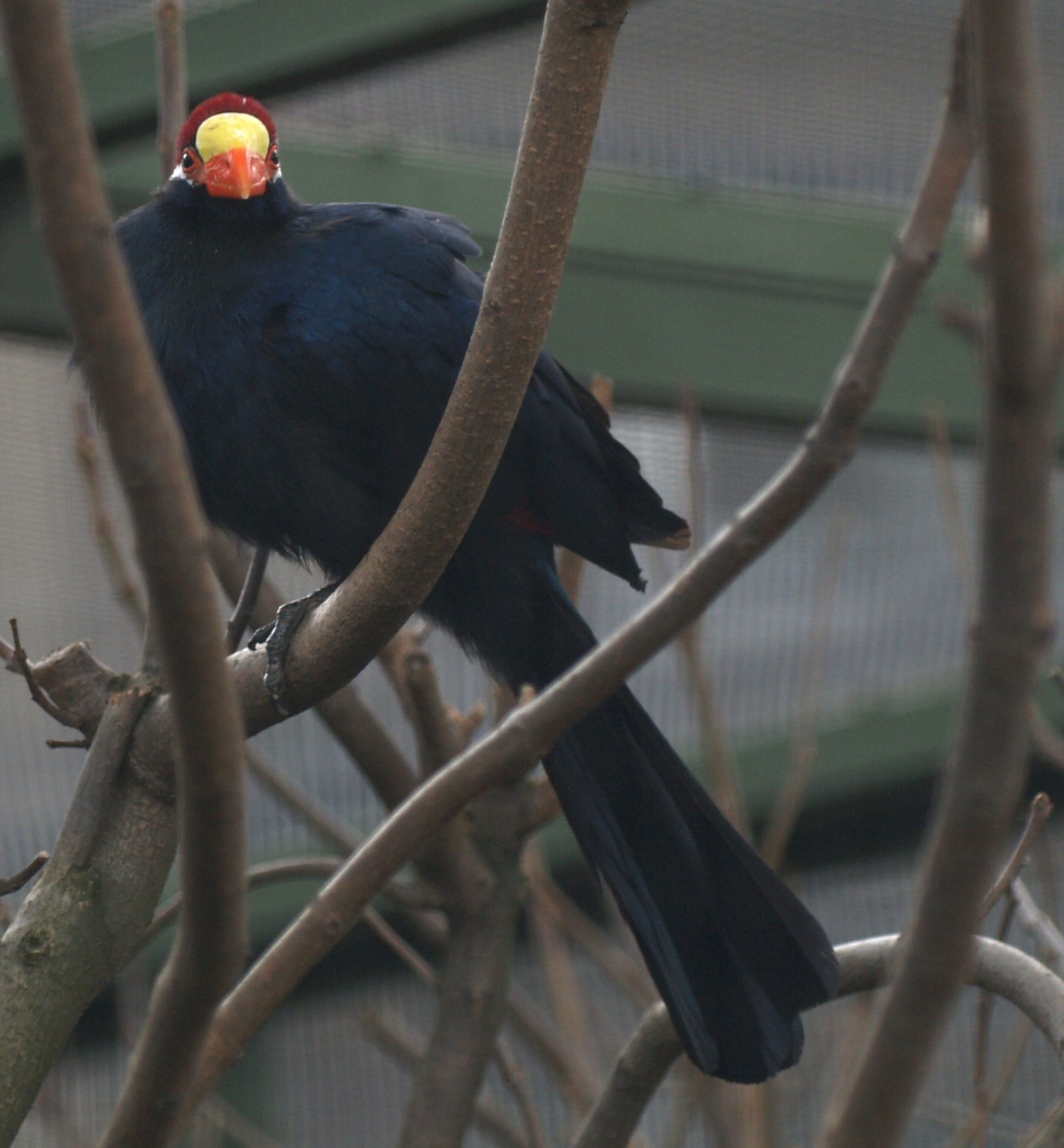

A viola turákó vagy bíbor pizángevő (Musophaga violacea) a madarak osztályának turákóalakúak (Musophagiformes) rendjébe, ezen belül a turákófélék (Musophagidae) családjába tartozó faj. Korábban a család többi tagjával együtt a kakukkalakúakkal rokonították.

## Előfordulása
Nyugat-Afrika vízparti erdeiben él. A lombkoronaszint lakója.

## Megjelenése
Közepes méretű turákófaj, átlagos testhossza 50 centiméter. Az ivarérett egyedek koronája és fejük hátsó része élénkvörös. A hímek és nőstények között csekélyek a különbségek. A fiatal egyedek kevésbé feltűnőek, színezetükben inkább a varjúhoz hasonlítanak.
|  |

## Életmódja
Növényevő, elsősorban gyümölcsökkel és magokkal táplálkozik. A fügéket különösen kedveli.

## Szaporodása
Monogámok, a hím és a tojó együtt – gyakran igen hevesen – védelmezi a territóriumát. Magas fákra építik fészküket, ágakból és gallyakból. Fészekalja két ovális és szürkésfehér tojásból áll, a költési idő 25-26 nap. 
A költésben és a fiókák felnevelésében mindkét szülő részt vesz.

## Természetvédelmi helyzete
Bár jelenleg nem fenyegeti a kipusztulás veszélye, egyes területeken állománya – főként a madárkereskedelem céljából történő befogások miatt - jelentősen megcsappant. Európai állatkertben ezért is vezetik a törzskönyvét.